# Белоцерковский шлях
Белоцерко́вский шлях (укр. Білоцерківський шлях) — торговый тракт, с XVII века проходивший через Белую Церковь.

## Исторические сведения
Белоцерковский шлях впервые упоминается в 1639 году в книге Киевского подкоморского суда.

## Маршрут
Белоцерковский шлях начинался в Киеве, продолжался на Хотов (ныне село Киево-Святошинского района Киевской области), затем шёл на Янковичи (ныне с. Иванковичи), на с. Крушинку (ныне оба села Васильковского района, Киевской области), Васильков и Белую Церковь. Далее тракт лежал через Яхнов и Рогожно (ныне в районе сёла Паволочь Попильнянского района Житомирской области) и завершался, соединяясь с дорогой на Ивницу.

## Назначение шляха
Белоцерковским шляхом регулярно пользовались прасолы и чумаки. Последние, в частности, для доставки галицкой соли с солеварен Покутья. В свою очередь, прасолы выбирали этот путь, преимущественно, для уклонения от уплаты пошлины в Житомире при проезде на Волынь.